# Dunapataj
Dunapataj – wieś i gmina w południowej części Węgier, w pobliżu miasta Kalocsa. Gmina liczy 3211 mieszkańców (styczeń 2011) i zajmuje obszar 90,47 km².

## Położenie
Miejscowość leży na obszarze Wielkiej Niziny Węgierskiej, w komitacie Bács-Kiskun, w powiecie Kalocsa.